# Mike Newell (voetballer)
Mike Newell (Liverpool, 27 januari 1965) is een Engels voormalig profvoetballer die speelde als aanvaller. Na zijn carrière werd Newell manager en spelersmakelaar.

## Biografie

### Beginjaren
Tijdens zijn carrière stond hij bekend als een sterke centrale aanvaller, die vaardig was in het behouden van de bal totdat er versterking kwam.
Newell begon zijn carrière bij Crewe Alexandra FC en Wigan Athletic FC voordat hij een transfer maakte naar Luton Town FC voor 100.000 Britse Pond.
Hij werd topscorer van Luton in de toenmalige First Division in 1986 met 12 goals.
Daarop vertrok hij naar Leicester City FC voordat hij voor meer dan 1 miljoen pond werd gekocht door Everton FC.
In zijn Everton-tijd stokte zijn doelpunten productie en hij vond zichzelf regelmatig terug op de reservebank.

### Blackburn Rovers
Blackburn Rovers FC kocht Newell in november 1991 nadat hij eerder dat jaar een aanbieding van Blackburn had afgewezen. 
Hij werd Blackburn's eerste speler die meer dan 1 miljoen pond kostte.
Newell scoorde op zijn debuut, maar in februari 1992 raakte hij geblesseerd zodat Blackburn bijna de Play-offs voor promotie misliep. Bij zijn rentree hielp hij Blackburn om de laatste promotie play-off plaats te bemachtigen.
Newell scoorde in de halve finale tegen Derby County FC en scoorde de winnende penalty in de finale tegen zijn oude club Leicester.
Blackburn promoveerde daardoor naar de nieuw gevormde Premier League in 1992.
Newell scoorde in de Premier League in 1992-93 twaalf goals naast Alan Shearer in de spits. Na die periode raakte Newell veelvuldig geblesseerd, maar hij was een van de spelers van Blackburn dat de Premier League won in 1994-95.
Newell heeft het record in handen van de snelste hattrick in de UEFA Champions League ooit.
Hij scoorde in 1995-96 3 keer in 9 minuten tegen Rosenborg BK.
Ook scoorde hij de Premier league's 1000ste goal tegen Nottingham Forest FC 1993.

### Latere carrière
Newell speelde later nog voor Birmingham City FC, West Ham United FC, Bradford City FC, Aberdeen FC, Doncaster Rovers FC en Blackpool FC waar hij later ook manager werd.

## Erelijst
| Competitie       |                  |                  |
| Competitie       | Aantal           | Jaren            |
| Blackburn Rovers | Blackburn Rovers | Blackburn Rovers |
| ---------------- | ---------------- | ---------------- |
| Premier League   | 1×               | 1994/95          |